# Avoador
Avoador, conhecido pelo termo genérico como biscoito de polvilho, como também biscoito de goma, biscoito de vento, peta, xiringa ou biscoito voador, é um tipo de "biscoito" típico da culinária brasileira.
É encontrado principalmente na culinária de Minas Gerais, Bahia e do Rio de Janeiro. Pode ser encontrado ainda em São Paulo, na região Centro-Oeste do Brasil, e no Paraná. Em algumas regiões do Paraná é amplamente consumido e encontrado nos estabelecimentos comerciais. Na Bahia, ele ganha destaque como petisco nas festas juninas e como acompanhamento no café da manhã.
A marca mais conhecida deste alimento é Biscoito Globo. Esta marca de biscoito é exclusiva da cidade do Rio de Janeiro, mas é conhecida em todo território brasileiro pois eles sempre são vendidos em pontos turísticos da cidade. Na Bahia, a cidade de Vitória da Conquista é uma das maiores produtoras do biscoito.

## Origens
As exatas origens dessa receita são desconhecidas. Sabe-se, no entanto, que o prato é antigo. Segundo o historiador potiguar Luís da Câmara Cascudo, no século XVIII o biscoito já era servido a senhores de fazenda em Minas Gerais, sendo preparado pelas próprias cozinheiras das fazendas. Tem como ingredientes básicos água, leite, óleo e polvilho azedo, mas pode apresentar sabores variados (de frutas como maracujá ou abacaxi). O petisco ganhou visibilidade internacional durante as Olimpíadas de 2016 quando um jornalista do The New York Times fez uma crítica negativa à culinária do Rio de Janeiro, dizendo que o biscoito não tem sabor.
O biscoito apareceu na novela Caras & Bocas e teve grande destaque no enredo.